# Машел, Самора
Само́ра Мойзе́ш Маше́л (порт. Samora Moisés Machel; 29 сентября 1933[…], Газа — 19 октября 1986[…], Mbuzini, Мпумаланга) — мозамбикский революционер, государственный и политический деятель, маршал Мозамбика.
Первый президент Мозамбика после получения независимости, придерживался социалистических взглядов марксистско-ленинской школы.

## Биография
Родился в крестьянской семье, принадлежавшей к этносу шангаан. Его отец работал в Южной Африке, вернувшись на родину, стал лидером афро-христианской секты.
Окончил четыре класса начальной школы, непродолжительное время учился в средней школе. Четыре года учился в католической семинарии. До 1963 года работал в больнице Мапуту. Годом раньше Эдуардо Мондлане, выходец из племени шангане, получивший образование в США, основал Фронт освобождения Мозамбика (ФРЕЛИМО). В 1963 году Машел отправился в Танзанию и был отправлен ФРЕЛИМО в Алжир для овладения методами партизанской войны. Вернувшись в Танзанию, создал первый лагерь ФРЕЛИМО для подготовки повстанцев.

### Допрезидентская биография
В 1966 году стал секретарем ФРЕЛИМО по обороне, а в 1968 году — главнокомандующим армии Мозамбика. После того, как в 1969 году Эдуардо Мондлане был убит посланной по почте бомбой в своем доме в Дар-эс-Саламе, Машел, Уриа Симанго и Марселину душ Сантуш взяли на себя управление ФРЕЛИМО. Однако борьба за власть продолжалась, и Машел с Сантушем сместили Симанго.
В 1970 году Машел был утверждён главой ФРЕЛИМО. Способствовал утверждению в качестве партийной идеологии марксизма-ленинизма, в частности, тезиса о переходе к социализму, минуя капитализм. В 1971 году посетил с делегацией ФРЕЛИМО СССР, Болгарию, Румынию, ГДР. В КНР встречался с Чжоу Энлаем. В Москве к Машелу относились настороженно, считая его прокитайским деятелем.
При советской и китайской военной помощи ФРЕЛИМО удалось к 1973 году установить контроль над частью территории северного Мозамбика. К 1974 году ФРЕЛИМО уже вёл бои в центральном Мозамбике. В апреле после революции в Португалии к власти пришло новое правительство, решившее предоставить Мозамбику независимость. Об этом Машел вёл переговоры с главой МИД, будущим президентом Португалии Мариу Соарешем.

### Президент
В 1975 году стал президентом независимого Мозамбика.

#### Изменения в стране
Новое правительство национализировало землю, почти всю торговлю и промышленность, поощряло поспешный, чуть ли не поголовный отъезд из страны белых поселенцев.
Машел предоставил базы и военную помощь партизанам, которые в 1980 году покончили с режимом белого меньшинства в Южной Родезии (ныне Зимбабве) и боролись за ликвидацию режима апартеида в Южной Африке.
ФРЕЛИМО, при существующей однопартийной системе, осуществляла политический контроль. Национальная служба народной безопасности, во главе которой стоял давний сподвижник Машела генерал Жасинту Велозу (белый португалец, бывший военный лётчик, перешедший на сторону ФРЕЛИМО в 1963 году), проводила массовые политические репрессии.

#### Внешнеполитические отношения

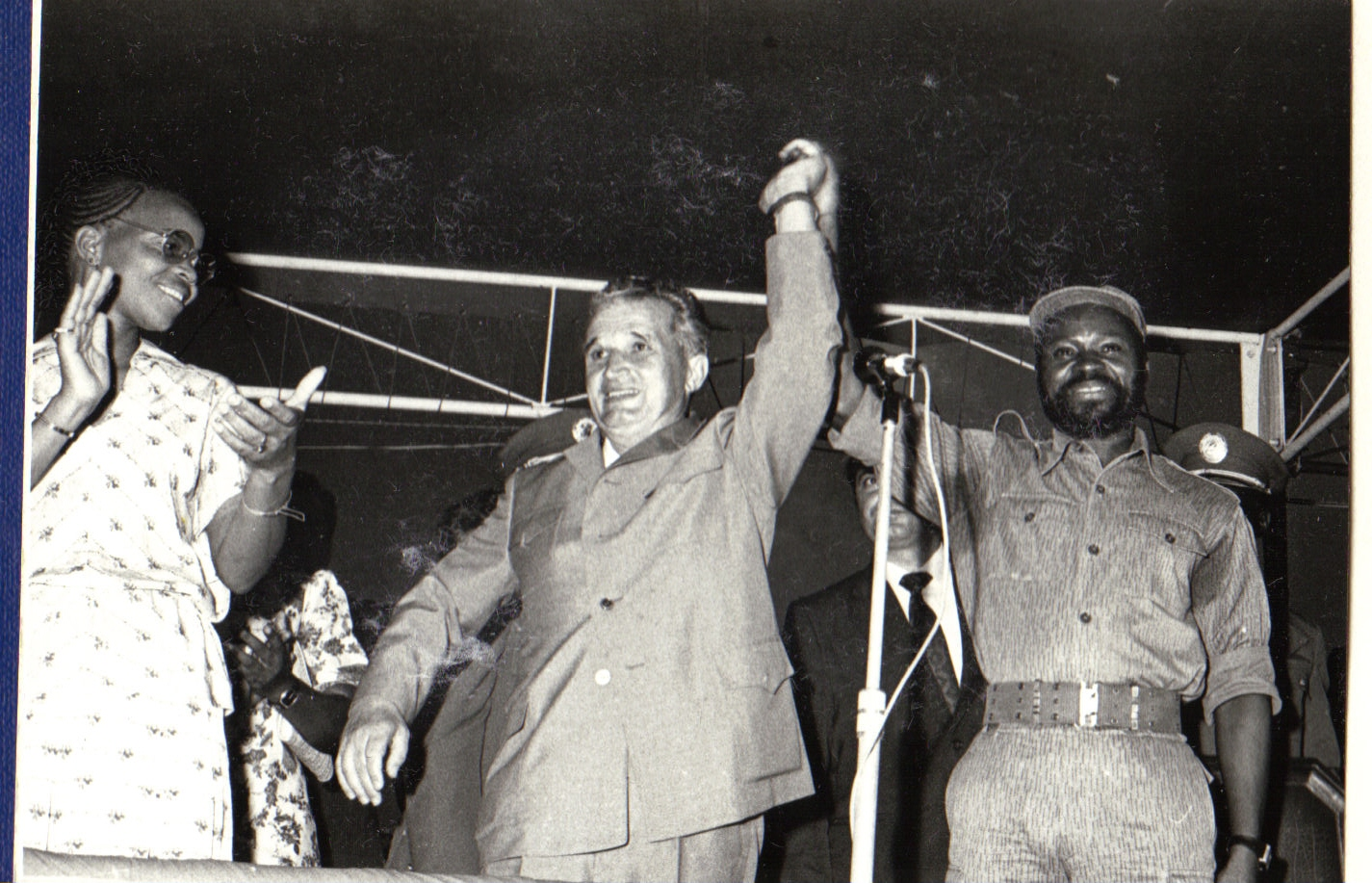
Самора Машел и Николае Чаушеску, апрель 1979 года

Поддерживал отношения с социалистическими странами. Встречался с Фиделем Кастро, Тома Санкарой (установил с ним связи ещё в бытность последнего премьер-министром Верхней Вольты), Менгисту Хайле Мариамом, Леонидом Брежневым, Юрием Андроповым, Эрихом Хонеккером, Тодором Живковым, Юмжагийном Цэдэнбалом, Ким Ир Сеном, Николае Чаушеску и Михаилом Горбачёвым.
Имел встречу также с президентом США Рональдом Рейганом. Госсекретарь США Джордж Шульц так вспоминал о встречи Машела с Рейганом: «Там был парень, который был президентом Мозамбика, чье имя было Самора Машел… Мы считали, что можем притянуть его… Во всяком случае, день настает и приходит этот парень, абсолютно чёрный как уголь. И они [Рейган и Машел] начали [беседовать], и оказалось, что у него потрясающее чувство юмора. Он начинает говорить Рейгану антисоветские шутки, о том, что он заметил, когда он был в Москве. И они смеются, и Рейган рассказывает анекдоты, и оба понравились друг другу. Конечно, это было именно то, на что мы надеялись».
Посетил также Францию, Великобританию, Бельгию, Нидерланды (последние стали основным покупателем мозамбикского сизаля).
Не порывал связей с бывшей метрополией, и в 1983 году, посетив Португалию, заключил с ней договор о сотрудничестве. Оказывал поддержку Роберту Мугабе, мотивируя это нежеланием видеть в Зимбабве "русские танки" для нашей защиты. (См. В. Г. Шубин «Горячая холодная война» ISBN 978-5-9551-0655-7).

#### Гражданская война в Мозамбике

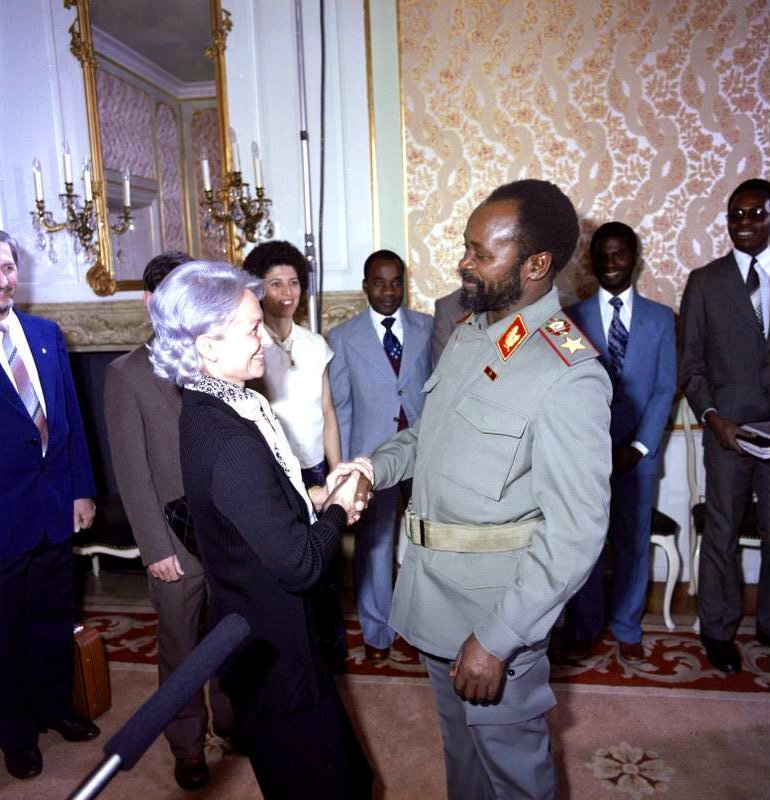
Машел и Маргот Хонеккер в 1983 году

Внутриполитическую обстановку усугубляла партизанская война против правительства, которую вело «Мозамбикское национальное сопротивление» (РЕНАМО) в северных провинциях. Эта оппозиционная организация, созданная в 1976 году, выступала против курса социалистической ориентации Мозамбика и за введение многопартийной системы. Опорные базы РЕНАМО располагались на территории Южной Родезии (нынешнего Зимбабве), правительство которой оказывало оппозиционерам финансовую и военную помощь, пытаясь заставить Мозамбик отказаться от торговых санкций против неё, принятых ООН. С 1980 года РЕНАМО стала поддерживать также Южно-Африканская Республика (ЮАР), недовольная помощью Мозамбика Африканскому национальному конгрессу (АНК), руководившему движением борьбы с политикой апартеида в ЮАР. В ходе необъявленной войны её вооруженные отряды совершали нападения на членов АНК даже в столице Мозамбика Мапуту.
Нападения РЕНАМО на объекты хозяйственного значения носили целенаправленный характер подрыва экономики. Ошибки правительства в экономической области и повторяющаяся в течение нескольких лет засуха привели к голоду в стране. Стремясь положить конец затяжной гражданской войне и нормализовать отношения с Южно-Африканской Республикой, в 1984 году власти Мозамбика пошли на подписание с её правительством договора о ненападении и добрососедстве — Соглашение Нкомати. При подписании соглашения произошла встреча президента Мозамбика с премьер-министром ЮАР Питером Ботой, присутствовали представители Свазиленда, Лесото, Малави. Согласно этому документу, оба государства обязывались не предоставлять базы на своей территории, финансовую и материальную помощь группировкам, действия которых представляют угрозу для безопасности каждой из сторон. Выполняя условия соглашения, правительство Мозамбика выслало сотни членов АНК. Тем не менее, режим Претории так и не прекратил поддержку формирований РЕНАМО. В связи с чем мозамбикцы прозвали «соглашение Нкомати» «договором Нгомади», по имени местного фольклорного персонажа, который всегда врёт (см. Сергей Кулик «Мозамбикские сафари». М., Мысль, 1986). 

В августе 1984 гражданская война охватила все провинции Мозамбика, РЕНАМО удалось блокировать большинство транспортных путей, ведущих в Зимбабве, Малави и ЮАР.

### Гибель
На фоне нарастающей напряжённости Машел погиб в авиационной катастрофе после визита в Замбию. Самолёт Машела, пилотируемый советским экипажем, разбился на территории ЮАР. Международная комиссия, расследовавшая катастрофу, пришла к выводу о том, что её причиной была ошибка экипажа. Это заключение было принято Международной организацией гражданской авиации. Южноафриканская версия, возлагающая вину за гибель президента Мозамбика на пилотов из СССР, излагается в романе Уилбура Смита «Время умирать».
В то же время, советские представители представили альтернативное мнение, согласно которому крушение произошло в результате диверсии: военными ЮАР якобы был установлен ложный радиомаяк, работавший на частоте радиомаяка аэропорта Мапуту (который тем временем отключили), вследствие чего самолёт сбился с курса и врезался в гору.
В 2004 году бывший сотрудник спецслужб ЮАР Лоу заявил о причастности южноафриканского правительства и бывшего президента страны П. Боты к гибели мозамбикского лидера. По словам Лоу, после авиакатастрофы Машел был ещё жив и ему была сделана смертельная инъекция. По другим данным, ещё живой после крушения Машел был зарублен тесаком мачете.
Бывший член политбюро ФРЕЛИМО и министр госбезопасности Мозамбика Жасинту Велозу (в прошлом пилот португальских ВВС) в своих мемуарах обвиняет в причастности к смерти президента и руководство СССР. Согласно Велозу Машел «предал советский лагерь», сделав выбор в пользу «либерализации экономики и общества» и потому был обречён. Эти утверждения сомнительны: едва ли правительство Горбачёва стало возражать против либерализации экономики и общества, которую проводило само.
Гибель Машела до сих пор порождает слухи. Президент ЮАР Джейкоб Зума при своём избрании (2009) обещал провести новое расследование.
Государственные похороны Машела состоялись в Мапуту 28 октября 1986 года. На них присутствовали многочисленные политические лидеры и другие известные люди из Африки и других стран, в том числе Роберт Мугабе, король Мошвешве II, Даниэль Арап Мои и Ясир Арафат. Также присутствовали лидер АНК Оливер Тамбо, дочь президента США Морин Рейган, первый заместитель премьер-министра Советского Союза Гейдар Алиев и лидер движения за гражданские права Джесси Джексон.
На похоронах исполняющий обязанности лидера ФРЕЛИМО Марселино душ Сантуш в своей речи сказал: «Шок от вашего путешествия, из которого нет возврата, всё ещё содрогается в теле всей нации. Вы пали в борьбе с апартеидом … Вы понимали апартеид как проблему для всего человечества».
После памятной речи гроб поместили на военный лафет и перенесли в звёздный склеп, названный Памятником героям, где похоронены другие революционные герои.

### Мемориал
Мемориал на месте крушения Мбузини был открыт 19 января 1999 года Нельсоном Манделой и его женой Грасой, а также президентом Мозамбика Жоакимом Чиссано. Поминальная служба проводится ежегодно 19 октября. Памятник, спроектированный мозамбикским архитектором Хосе Форджазом и обошедшийся правительству ЮАР в 1,5 миллиона рандов (300 000 долларов США), состоит из 35 стальных труб, символизирующих количество жизней, погибших в авиакатастрофе. Там погибли, по меньшей мере, восемь иностранцев, в том числе четыре советских члена экипажа, два кубинских врача Машела и послы Замбии и Заира в Мозамбике.

## Следующий президент
После гибели Машела главой государства стал Жоакин Алберту Чиссано, правительство которого с 1989 года начало проводить курс, направленный на либерализацию экономики и общественно-политической жизни страны; фактически этот курс, в частности поощрение частного сектора, начался ещё при Машеле.

## Семья
В 1969 году женился на соратнице по антиколониальному движению Жозине Машел, однако та умерла два года спустя в 25-летнем возрасте. Вдова Саморы Машела Граса Машел вышла замуж за первого чернокожего президента ЮАР Нельсона Манделу после развода последнего с Винни Манделой.

## Увековечивание имени
- Именем Саморы Машела названы улицы в Москве, Дар-эс-Саламе, Луанде, Хараре (бывшая авеню Джемсона).
- На всех мозамбикских банкнотах серии 2006 года изображен Самора Машел.